# Eremopedes ephippiata
Eremopedes ephippiata är en insektsart som först beskrevs av Scudder, S.H. 1899.  Eremopedes ephippiata ingår i släktet Eremopedes och familjen vårtbitare. Inga underarter finns listade i Catalogue of Life.